# James Otis Kaler
James Otis Kaler est un journaliste et écrivain américain né le 19 mars 1848 et mort le 11 décembre 1912. Spécialisé dans la littérature d'enfance et de jeunesse, il a publié environ 200 livres sous différents noms de plume tels Walter Morris, Lt. James K. Orton, Harry Prentice et Amy Prentice.

## Biographie
Kaler naît le 19 mars 1848 à Winterport (Maine). Il fréquente l'école publique, puis décroche un emploi au Boston Journal à l'âge de 13 ans. Trois ans plus tard, il couvre la guerre de Sécession. Plus tard, il sera journaliste ou éditeur pour différents journaux. Il travaille également pour des écoles et même un cirque,.
En 1880, il écrit son premier livre pour enfant, qui demeure son plus grand succès à ce jour, Toby Tyler; or, Ten Weeks with a Circus (en), l'histoire d'un orphelin s'étant enfui pour rejoindre un cirque (adapté au cinéma en 1960 : Le Clown et l'Enfant).